# Светски дан хране
Светски дан хране је међународни дан који се обележава сваке године широм света 16. октобра у знак сећања на датум оснивања Организације Уједињених нација за храну и пољопривреду 1945. године. Овај дан навелико прослављају и многе друге организације које се баве глађу и безбедношћу хране, укључујући Светски програм за храну, Светску здравствену организацију и Међународни фонд за развој пољопривреде. Светски програм за храну је добио Нобелову награду за мир за 2020. за напоре у борби против глади, допринос миру у конфликтним подручјима и за водећу улогу у заустављању употребе глади у облику оружја за рат и сукобе.
Тема Светског дана хране за 2014. била је Породична пољопривреда: „Хранити свет, бринути о земљи“; 2015. године то је била „Социјална заштита и пољопривреда: Прекидање циклуса руралног сиромаштва“; у 2016. то је Глобално загревање: „Клима се мења. Храна и пољопривреда морају такође“, што одражава и тему из 2008. и 2002. и 1989. пре тога. Тема 2020. године била је "Раст, неговање, одржавање. Заједно. Наше акције су наша будућност." 

## Порекло
Светски дан хране установиле су земље чланице ФАО-а на 20. Генералној конференцији Организације у новембру 1979. године. Мађарска делегација, коју је предводио бивши мађарски министар пољопривреде и хране др Пал Романи, имала је активну улогу на 20. седници ФАО конференције и предложила идеју о обележавању овог дана широм света. Од тада се сваке године обележава у више од 150 земаља, подижући свест о проблемима који стоје иза сиромаштва и глади.

## Теме
Од 1981. године, Светски дан хране сваке године усваја другачију тему како би се истакле области потребне за акцију и обезбедио заједнички фокус. ФАО је сваке године издавао медаље Светског дана хране у знак сећања и промоције годишњице.
Већина тема се врти око пољопривреде јер ће само улагање у пољопривреду – заједно са подршком образовању и здравству – преокренути ову ситуацију. Највећи део тих инвестиција мораће да дође из приватног сектора, при чему ће јавна улагања играти кључну улогу, посебно с обзиром на њено олакшавајуће и стимулативно дејство на приватне инвестиције.
Упркос важности пољопривреде као покретачке снаге у привредама многих земаља у развоју, овај витални сектор често нема улагања. Конкретно, страна помоћ пољопривреди показала је значајан пад у последњих 20 година.

## Догађаји
У више од 150 земаља, догађајима се обележава Светски дан хране.
У привредама источне Европе у развоју – тј. Албанији, Јерменији, Хрватској, Чешкој, Грузији, Мађарској, Молдавији, Северној Македонији, Србији и Црној Гори и Словачкој Републици – одржавају су различите активности.
У име Свете Столице, папе Јован Павле II и Бенедикт XVI упутили су годишњу поруку произвођачима и потрошачима хране поводом Светског дана хране.
У Кини су 2005. године прославе у граду Кујинг, где живе бројне етничке мањине, организовали Министарство пољопривреде и Влада града Кујинг, уз учешће више високих званичника Владе.